# Guam en los Juegos Olímpicos de Pekín 2008
Guam estuvo representado en los Juegos Olímpicos de Pekín 2008 por seis deportistas, cuatro hombres y dos mujeres, que compitieron en cinco deportes.
El portador de la bandera en la ceremonia de apertura fue el judoca Ricardo Blas Júnior. El equipo olímpico guameño no obtuvo ninguna medalla en estos Juegos.